# Machuelo
El machuelo es un tipo de broca. Son sistemas de fijación que permiten el tallaje de la rosca interna del tornillo para favorecer el agarre.
Los machuelos normalmente son de acero y/o otros materiales de tipo metálico cuya función es generar una rosca interior para un tornillo de un material específico. Muchas veces, al colocar un tornillo en un material determinado como madera o metal, solo es necesario hacer un agujero con un taladro y colocar una tuerca en la parte posterior del tornillo. Este enfoque es incorrecto en algunos trabajos, porque con el paso del tiempo (principalmente madera), los tornillos comienzan a moverse y dañan la madera. Para evitar la situación anterior, se utilizan machos de roscar. A través de estos machos podemos grabar la rosca interior del tornillo durante el proceso de taladrado. Mediante el uso del macho de roscar podemos asegurarnos de que el tornillo está correctamente fijado a la madera y no daña el material ni daña el tornillo. 
Los machuelos se fabrican principalmente de tres tipos de materiales:
- Acero
- Carburo
- Polvos metalúrgicos

Además de los diferentes materiales, se pueden utilizar varios recubrimientos de acuerdo con los requisitos de su aplicación.

## Tipos de machuelos
Los machuelos para roscar son los más idóneos para poder usarse en los insertos de hilo de rosca.
Cuando elegimos una herramienta para realizar el roscado debemos saber previamente que tipo de roscado necesitamos y para qué

#### Machuelo con guía
Este tipo de machuelo se diseña para poder reparar las roscas que están dañadas sin tener que taladrar previamente. Este tipo de machuelo nos permite usar la rosca como guía para conseguir un agujero curvo. Este es el machuelo que solemos usar para reparar roscas de bujía.

#### Machuelo estría espiral
Los machuelos que disponen una estría espiral para roscar son los más recomendados para roscar los agujeros ciegos más especialmente en materiales blandos como cobre, magnesio o aluminio.

#### Machuelo con punta espiral
Si necesitamos roscar máquinas de agujeros pasantes este es el machuelo específico, ya que permiten crear un espacio dentro de la entrada del machuelo para las virutas

#### Machuelo con estrías rectas
Es el machuelo más comúnmente usado, para realizar roscados manuales. Es importante tener en cuenta que para realizarlos, debemos usar aceros que produzcan virutas cortas y/o aceros de fundición. Se usan principalmente en los agujeros pasantes y/o los ciegos

#### Machuelos con entrada corregida
Este tipo de machuelo denominado de entrada corregida a diferencia del de estrías rectas, nos permiten sacar la viruta, según vamos avanzando en el taladrado, por lo que se puede usar para roscados automatizados. Sólo se debe usar para roscar materiales blandos

##### Machuelos con estrías helicoidales a izquierdas
El machuelo de estría helicoidal solo debe usarse en orificios pasantes puesto que empuja hacia delante la viruta que va generando.

##### Machuelo de rosca interrumpida
Es el machuelo que se usa para los materiales duros ya que no genera tanta resistencia ni fricción y muchas veces se usa con lubricantes que permiten reducir la tensión generada..

## Uso de un machuelo
Primero, debemos usar una broca correspondiente al tamaño del tornillo para taladrar, luego debemos usar un grifo en la broca o un trinquete especial y girarlo en sentido horario, lo que permitirá la creación de una rosca correspondiente al tornillo.